# Distrito de Rodez
El distrito de Rodez es un distrito (en francés arrondissement) de Francia, que se localiza en el departamento de Aveyron, de la región de Mediodía-Pirineos (en francés Midi-Pyrénées). Cuenta con 139 comunas.
Es el más septentrional de los distritos del departamento. Tiene una superficie de 3974,4 km², el mayor distrito en superficie del departamento. Es el más poblado de los distritos de Aveyron y su población, en 2012, es de 141 635, con una densidad de población de 35,6 habitantes/km².

## Historia
Cuando se crearon los distritos en 1800, Rodez fue uno de ellos en el departamento de Aveyron.

## Geografía
El distrito limita con el departamento Cantal (Auvernia) al norte, con el departamento Lozère (Languedoc-Rosellón) al este, con el distrito de Millau al suroeste, con el departamento Tarn (Mediodía-Pirineos) al sur y con el distrito de Villefranche-de-Rouergue al oeste.

## División territorial

### Cantones
Luego de la reorganización de los cantones en Francia que entró en vigor en marzo de 2015, los cantones ya no se consideran como subdivisiones de los distritos; algunos cantones tienen comunes en 2 distritos diferentes.
En el distrito de Rodez, los cantones que están totalmente dentro del distrito son 11:
1. Aubrac et Carladez
2. Causse-Comtal
3. Ceor-Ségala
4. Lot et Palanges
5. Lot et Truyère
6. Monts du Réquistanais
7. Nord-Lévezou
8. Rodez-1
9. Rodez-2
10. Rodez-Onet
11. Vallon

Cuatro cantones comparten sus comunas entre el distrito de Rodez y el distrito de Millau o el distrito de Villefranche-de-Rouergue:
1. Aveyron et Tarn, 5 comunas en el distrito de Rodez y 14 en Villefranche-de-Rouergue
2. Enne et Alzou, 8 comunas en Rodez y 3 en Villefranche-de-Rouergue
3. Lot et Dourdou, 6 comunas en Rodez y 8 en Villefranche-de-Rouergue
4. Raspes et Lévezou, 6 comunas en Rodez y 16 en Millau

### Comunas
| 1. Agen-d'Aveyron (12001)              | 2. Alpuech (12005)                         | 3. Anglars-Saint-Félix (12008)         | 4. Arques (12010)                         |
| 5. Arvieu (12011)                      | 6. Aurelle-Verlac (12014)                  | 7. Auriac-Lagast (12015)               | 8. Auzits (12016)                         |
| 9. Balsac (12020)                      | 10. Baraqueville (12056)                   | 11. Belcastel (12024)                  | 12. Bertholène (12026)                    |
| 13. Bessuéjouls (12027)                | 14. Bournazel (12031)                      | 15. Boussac (12032)                    | 16. Bozouls (12033)                       |
| 17. Brommat (12036)                    | 18. Cabanès (12041)                        | 19. Calmont (12043)                    | 20. Camboulazet (12045)                   |
| 21. Camjac (12046)                     | 22. Campouriez (12048)                     | 23. Campuac (12049)                    | 24. Canet-de-Salars (12050)               |
| 25. Cantoin (12051)                    | 26. Cassagnes-Bégonhès (12057)             | 27. Cassuéjouls (12058)                | 28. Castanet (12059)                      |
| 29. Castelmary (12060)                 | 30. Castelnau-de-Mandailles (12061)        | 31. Le Cayrol (12064)                  | 32. Centrès (12065)                       |
| 33. Clairvaux-d'Aveyron (12066)        | 34. Colombiès (12068)                      | 35. Comps-la-Grand-Ville (12073)       | 36. Condom-d'Aubrac (12074)               |
| 37. Connac (12075)                     | 38. Conques (12076)                        | 39. Coubisou (12079)                   | 40. Coussergues (12081)                   |
| 41. Crespin (12085)                    | 42. Cruéjouls (12087)                      | 43. Curières (12088)                   | 44. Druelle (12090)                       |
| 45. Durenque (12092)                   | 46. Entraygues-sur-Truyère (12094)         | 47. Escandolières (12095)              | 48. Espalion (12096)                      |
| 49. Espeyrac (12097)                   | 50. Estaing (12098)                        | 51. Le Fel (12093)                     | 52. Flavin (12102)                        |
| 53. Florentin-la-Capelle (12103)       | 54. Gabriac (12106)                        | 55. Gaillac-d'Aveyron (12107)          | 56. Golinhac (12110)                      |
| 57. Goutrens (12111)                   | 58. Graissac (12112)                       | 59. Gramond (12113)                    | 60. Grand-Vabre (12114)                   |
| 61. Huparlac (12116)                   | 62. Lacalm (12117)                         | 63. Lacroix-Barrez (12118)             | 64. Laguiole (12119)                      |
| 65. Laissac (12120)                    | 66. Lassouts (12124)                       | 67. Lescure-Jaoul (12128)              | 68. La Loubière (12131)                   |
| 69. Luc-la-Primaube (12133)            | 70. Lédergues (12127)                      | 71. Manhac (12137)                     | 72. Marcillac-Vallon (12138)              |
| 73. Mayran (12142)                     | 74. Meljac (12144)                         | 75. Le Monastère (12146)               | 76. Montpeyroux (12156)                   |
| 77. Montrozier (12157)                 | 78. Montézic (12151)                       | 79. Mouret (12161)                     | 80. Moyrazès (12162)                      |
| 81. Mur-de-Barrez (12164)              | 82. Muret-le-Château (12165)               | 83. Murols (12166)                     | 84. Naucelle (12169)                      |
| 85. Nauviale (12171)                   | 86. Le Nayrac (12172)                      | 87. Noailhac (12173)                   | 88. Olemps (12174)                        |
| 89. Onet-le-Château (12176)            | 90. Palmas (12177)                         | 91. Pierrefiche (12182)                | 92. Pomayrols (12184)                     |
| 93. Pont-de-Salars (12185)             | 94. Prades-Salars (12188)                  | 95. Prades-d'Aubrac (12187)            | 96. Pradinas (12189)                      |
| 97. Pruines (12193)                    | 98. Quins (12194)                          | 99. Rignac (12199)                     | 100. Rodelle (12201)                      |
| 101. Rodez (12202)                     | 102. Rullac-Saint-Cirq (12207)             | 103. Réquista (12197)                  | 104. Saint-Amans-des-Cots (12209)         |
| 105. Saint-Christophe-Vallon (12215)   | 106. Saint-Chély-d'Aubrac (12214)          | 107. Saint-Cyprien-sur-Dourdou (12218) | 108. Saint-Côme-d'Olt (12216)             |
| 109. Saint-Félix-de-Lunel (12221)      | 110. Saint-Geniez-d'Olt (12224)            | 111. Saint-Hippolyte (12226)           | 112. Saint-Jean-Delnous (12230)           |
| 113. Saint-Just-sur-Viaur (12235)      | 114. Saint-Symphorien-de-Thénières (12250) | 115. Sainte-Eulalie-d'Olt (12219)      | 116. Sainte-Geneviève-sur-Argence (12223) |
| 117. Sainte-Juliette-sur-Viaur (12234) | 118. Sainte-Radegonde (12241)              | 119. Salles-la-Source (12254)          | 120. Salmiech (12255)                     |
| 121. La Salvetat-Peyralès (12258)      | 122. Sauveterre-de-Rouergue (12262)        | 123. La Selve (12267)                  | 124. Soulages-Bonneval (12273)            |
| 125. Sébazac-Concourès (12264)         | 126. Sébrazac (12265)                      | 127. Sénergues (12268)                 | 128. Sévérac-l'Église (12271)             |
| 129. Tauriac-de-Naucelle (12276)       | 130. Taussac (12277)                       | 131. Tayrac (12278)                    | 132. La Terrisse (12279)                  |
| 133. Thérondels (12280)                | 134. Trémouilles (12283)                   | 135. Valady (12288)                    | 136. Le Vibal (12297)                     |
| 137. Villecomtal (12298)               | 138. Vimenet (12303)                       | 139. Vitrac-en-Viadène (12304)         |                                           |